# Protostroma hyphaenes
Protostroma hyphaenes är en svampart som beskrevs av Bat. 1957. Protostroma hyphaenes ingår i släktet Protostroma, divisionen sporsäcksvampar och riket svampar.   Inga underarter finns listade i Catalogue of Life.